# ميغيل لوبيز (لاعب كرة سلة)
ميغيل لوبيز (بالإسبانية: Miguel López Abril)‏ ولد في 20 ديسمبر 1954 في لوسبيتاليت دي يوبريغات في إسبانيا وتوفي في 11 أبريل 2021، هو لاعب كرة سلة إسباني، ولد في لوسبيتاليت دي يوبريغات، مركز لعبه هو هجوم خلفي.

## روابط خارجية
- ميغيل لوبيز على موقع الاتحاد الدولي لكرة السلة (الإنجليزية)
- ميغيل لوبيز على موقع الدوري الإسباني لكرة السلة (الإسبانية)
- ميغيل لوبيز على موقع بروبوليرز (الإنجليزية)
- ميغيل لوبيز على موقع سبورتس رفرنس (الإنجليزية)